# 2840 Kallavesi
2840 Kallavesi (1941 UP) là một tiểu hành tinh vành đai chính do Liisi Oterma aphát hiện tại Turku ngày 15.10.1941.